# Павловская улица (Колпино)
Павловская улица — существующая с XIX века улица в городе Колпино (Колпинский район Санкт-Петербурга). Проходит от улицы Танкистов до улицы Коммуны. Нестрого параллельна проспекту Ленина, имеет протяжённость в 1635 метров.

## История
Улица была проведена в XIX веке. В 1872 году, в то время доходя до Западной, улица получила название Якорная, которая отражало одно из наиболее ранних производств Адмиралтейских Ижорских заводов. Однако через десять лет, в 1882 году, была переименована в Сырой переулок, «по расположению его частию в низменной местности» в противопоставление с Высоким переулком.
Застройка улицы в западном направлении началась в конце 1930-х годов и возобновилась сразу после Великой Отечественной войны. Современное название улица получила 6 июня 1947 года (это название присутствует уже на карте 1946 года). В нем отразилось ее направление в сторону города Павловска, который ранее, в январе 1944 года, вернул свое историческое название.

## Достопримечательности
- Павловская улица является северной границей сквера Героев-Ижорцев, в котором находится кинотеатр «Подвиг», фонтан и стела «Город воинской славы».
- Рядом с восточной оконечностью улицы находится сквер Коммуны и Дом культуры «Ижорский».

## Здания и сооружения

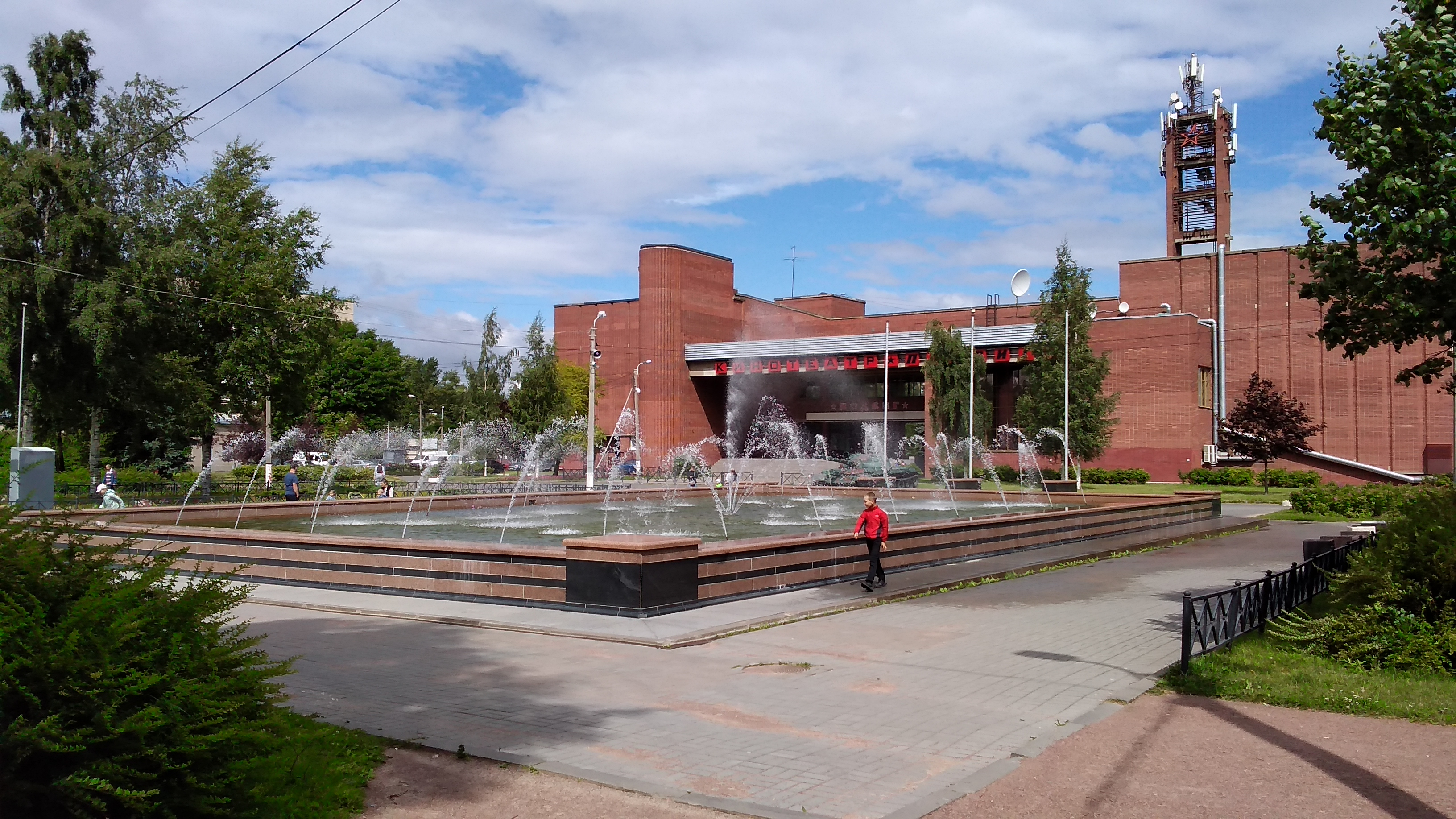
Кинотеатр «Подвиг» и фонтан

- дом 1 — Колпинский районный отдел судебных приставов,
Агентство занятости населения Колпинского района Санкт-Петербурга
- дом 10 — Городская поликлиника № 71
- дом 12 — Морг городской больницы № 33
- дом 16 — Городская больница № 33
- дом 21 — Школа № 432
- дом 34 — Кинотеатр «Подвиг»
- дом 39 — Детский сад № 55
- дом 59 — Детский сад № 10
- дома 60, 80, 88 — Школа № 258
- дом 82 — ПМК «Медиазавод»

## Пересечения
Павловская улица граничит или пересекается со следующими улицами:
- Улица Коммуны
- Улица Вавилова
- Улица Карла Маркса
- Улица Веры Слуцкой
- Улица Братьев Радченко
- Улица Красных Партизан
- Улица Губина
- Улица Танкистов